# 拉吉庫馬·拉奧
拉吉庫馬·拉奧（英語：Rajkummar Rao，1984年8月31日—），印度男演員。他從2010年起進軍寶萊塢，並在多部獨立電影及商業電影中證明了演技，獲得了多項榮譽，涵蓋印度國家電影獎、印度電影觀眾獎和亞太電影獎。2014年登上《富比士印度》的30歲以下30人榜單中。
拉奧在印度電影和電視學院學習表演後，憑藉選集電影《愛、性和欺騙》（2010年）首次擔任正式角色，並在電影《瓦塞蒲黑幫（下）》和《阿米爾·罕之大搜索》（均2012年）中擔任配角。他憑藉在《沙希德》（2012年）及《斷線人生》（2013年）中的演出而贏得外界好評；《沙希德》為自己贏得了印度國家電影獎最佳男主角和印度電影觀眾評論獎最佳男主角。
他憑藉《蜜戀真假作家》（2017年）而獲得印度電影觀眾獎最佳男配角，之後又以《孤楼求生》（2016年）來贏得第二座印度電影觀眾評論獎最佳男主角。拉奧之後主演了票房口碑雙贏的《佳節厄靈》，以及他的首部英語電影《白虎》（2021年）。2022年憑藉《假結婚真幸福》贏得印度電影觀眾獎最佳男主角。他在經歷了一連串的票房失利之後，藉由《佳節厄靈2》（2024年）重拾商業成功。拉奧的妻子是演員帕特拉勒卡·保羅。

## 早年
拉吉庫馬·拉奧1984年8月31日生於]哈里亚纳邦古爾岡的普雷姆納加爾（Prem Nagar），出生名拉吉·庫馬·亞達夫（Raj Kumar Yadav）。他的大家庭中有兩個年長的兄弟姊妹和三個表兄弟姊妹。父親薩蒂亞·普拉卡什·亞達夫（Satya Prakash Yadav）是哈里亞納邦稅務管理部的政府僱員，母親卡姆萊什·亞達夫（Kamlesh Yadav）是家庭主婦。母親和父親分別於2016年、2019年去世。他在SN西德什瓦爾公立高中（S.N. Sidheshwar Senior. Sec Public School）讀完12年級，並在就學期間參加校內的戲劇表演。之後畢業於阿特瑪·拉姆·薩納坦佛法學院（德里大学）；他在就讀大學期間，還同時與德里的克希蒂劇團（Kshitij Theatre Group）及什里拉姆中心一起表演戲劇。
拉奧表示，自己深受曼努吉·巴帕依表演的「極大影響」後，決定成為演員。2008年，拉奧在浦納的印度電影和電視學院（FTII）參加了為期兩年的表演課程，並搬到孟買追求電影事業。2014年，他將自己的姓氏從「亞達夫」改為「拉奧」，並在名字中多加了一個「m」。他對此解釋：「就名字中的雙『m』而言，是為了獻給家母，她相信數秘術。至於拉奧或亞達夫，兩者都是姓氏，我可視情況任選其一使用。」

## 私生活

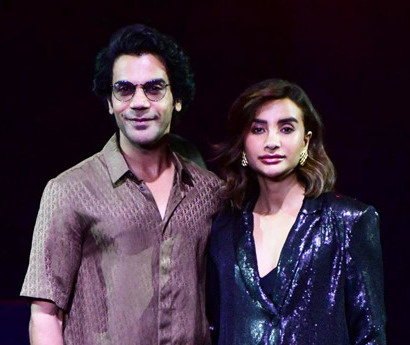
拉奧與妻子帕特拉勒卡·保羅於2024年

拉奧是素食主義者。他從2010年起與演員帕特拉勒卡·保羅交往。兩人於2021年11月15日在昌迪加爾結婚。

## 作品列表

### 電影
| 年份 | 片名                  | 角色                                    | 附註     | 來源          |
| ---- | --------------------- | --------------------------------------- | -------- | ------------- |
| 2010 | 《調查》              | 新聞記者                                | 未掛名   | [ 17 ]        |
| 2010 | 《愛、性和欺騙》      | 阿達什（Adarsh）                              |          | [ 18 ]        |
| 2011 | 《鬼上身》            | 烏代·辛格（Uday Singh）                           |          | [ 19 ]        |
| 2011 | 《撒旦》              | 馬爾萬卡爾（Malwankar）                          | 長版客串 | [ 20 ]        |
| 2012 | 《瓦塞蒲黑幫（下）》  | 沙姆沙德·阿拉姆（Shamshad Alam）                     |          | [ 21 ]        |
| 2012 | 《吉大港》            | 洛肯納斯·巴爾                           |          | [ 22 ]        |
| 2012 | 《沙希德》            | 沙希德·阿茲米                           |          | [ 23 ]        |
| 2012 | 《阿米爾·罕之大搜索》 | 德夫拉斯·庫爾卡尼（Devrath Kulkarni）                   |          | [ 24 ]        |
| 2013 | 《斷線人生》          | 戈文德·帕特爾（Govind Patel）                       |          | [ 25 ]        |
| 2013 | 《寻爱四青年》        | 阿彼錫（Abhishek）                              |          | [ 26 ]        |
| 2014 | 《城市之光》          | 迪帕克（Deepak）                              |          | [ 27 ]        |
| 2014 | 《小失戀大漫遊》      | 維傑·丁格拉（Vijay Dhingra）                         |          | [ 28 ]        |
| 2015 | 《多莉的花轿》        | 索努·謝拉瓦特（Sonu Sherawat）                       |          | [ 29 ]        |
| 2015 | 《不了情》            | 哈里·普拉薩德（Hari Prasad）                       |          | [ 30 ]        |
| 2015 | 《阿里格爾》          | 迪普·塞巴斯汀（Deepu Sebastian）                       |          | [ 31 ]        |
| 2016 | 《孤楼求生》          | 紹里亞（Shaurya）                              |          | [ 32 ]        |
| 2017 | 《她会是你的妹妹》    | 「加圖」希夫·諾蒂亞爾（Shiv Nautiyal "Gattu"）               |          | [ 33 ]        |
| 2017 | 《前世今生》          | 穆瓦吉特（Muwaqqit）                            | 客串     | [ 34 ]        |
| 2017 | 《蜜戀真假作家》      | 普里塔姆·維德羅希（Pritam Vidrohi）                   |          | [ 35 ]        |
| 2017 | 《牛頓的理想國》      | 牛頓·庫馬（Newton Kumar）                           |          | [ 36 ]        |
| 2017 | 《我的跨年之婚》      | 印度行政服務局官員薩蒂延德拉·米什拉（IAS Satyendra Mishra） |          | [ 37 ] [ 38 ] |
| 2018 | 《印度巨星》          | 阿迪爾（Adhir）                              |          | [ 39 ]        |
| 2018 | 《成魔之路》          | 艾哈邁德·奧馬爾·賽義德·謝赫             |          | [ 40 ]        |
| 2018 | 《佳節厄靈》          | 維奇（Vicky）                                |          | [ 41 ]        |
| 2018 | 《爱你的，索尼娅》    | 馬尼什（Manish）                              |          | [ 42 ]        |
| 2018 | 《五個寶萊塢婚禮》    | 哈巴詹·辛格（Harbhajan Singh）                         | 雙語電影 | [ 43 ]        |
| 2019 | 《尋尋覓覓愛上你》    | 薩希爾·米爾扎（Sahil Mirza）                       |          | [ 44 ]        |
| 2019 | 《神经战》            | 克沙夫（Keshav）                              |          | [ 45 ]        |
| 2019 | 《中國製造》          | 拉古·梅塔（Raghu Mehta）                           |          | [ 46 ]        |
| 2020 | 《酸甜苦辣戀上他》    | 阿維納什（Avinash）                            |          | [ 47 ]        |
| 2020 | 《勝賠人生》          | 阿洛克·庫馬爾·古普塔（Alok Kumar Gupta）                |          | [ 48 ]        |
| 2020 | 《起跳》              | 馬亨德拉·胡達（Mahendra Hooda）                       |          | [ 49 ]        |
| 2021 | 《白虎》              | 阿肖克·巴特拉（Ashok Batra）                       | 雙語電影 | [ 50 ]        |
| 2021 | 《綁匪綁到鬼》        | 巴瓦拉·潘迪（Bhawra Pandey）                         |          | [ 51 ]        |
| 2021 | 《咱家的第二春》      | 德魯夫·希哈爾（Dhruv Shikhar）                       |          | [ 52 ]        |
| 2022 | 《假結婚真幸福》      | 沙杜爾·塔庫爾（Shardul Thakur）                       |          | [ 53 ]        |
| 2022 | 《重磅刑案》          | 維克蘭·拉奧督察（Inspector Vikram Rao）                     |          | [ 54 ]        |
| 2022 | 《我的達令莫妮卡》    | 賈揚特·阿爾赫德卡（Jayant Arkhedkar）                   |          | [ 55 ]        |
| 2022 | 《印度狼人》          | 維奇                                    | 客串     | [ 56 ]        |
| 2023 | 《封城：漫漫回鄉路》  | 蘇里亞·庫馬爾·辛格·蒂卡斯督察（Inspector Surya Kumar Singh Tikas）       |          | [ 57 ]        |
| 2024 | 《創夢之瞳》          | 斯里坎特·波拉                           |          | [ 58 ]        |
| 2024 | 《場上有情人》        | 馬亨德拉·阿加瓦爾（Mahendra Aggarwal）                   |          | [ 59 ]        |
| 2024 | 《佳節厄靈2》         | 維奇                                    |          | [ 60 ]        |
| 2024 | 《私密光碟追追追》    | 維奇·薩魯佳（Vicky Saluja）                         |          | [ 61 ] [ 62 ] |
| 2025 | 《爱在誓言遗忘时》    | 蘭詹·蒂瓦里（Ranjan Tiwari）                         |          | [ 63 ]        |

### 電視
| 年份 | 節目名             | 角色                      | 附註 | 來源          |
| ---- | ------------------ | ------------------------- | ---- | ------------- |
| 2017 | 《博斯：生死之间》 | 內塔吉·苏巴斯·钱德拉·鲍斯 |      | [ 64 ]        |
| 2023 | 《槍枝與愛情》     | 「帕納」提普·泰格（"Paana" Tipu Tiger）     |      | [ 65 ] [ 66 ] |

### MV
| 年份 | 歌名           | 歌手     | 來源          |
| ---- | -------------- | -------- | ------------- |
| 2023 | 〈縫得好〉（Achha Sila Diya） | B·普拉克 | [ 67 ] [ 68 ] |

## 外部連結
- 拉吉庫馬·拉奧在互联网电影资料库（IMDb）上的資料（英文）